# Scolopostethus decoratus

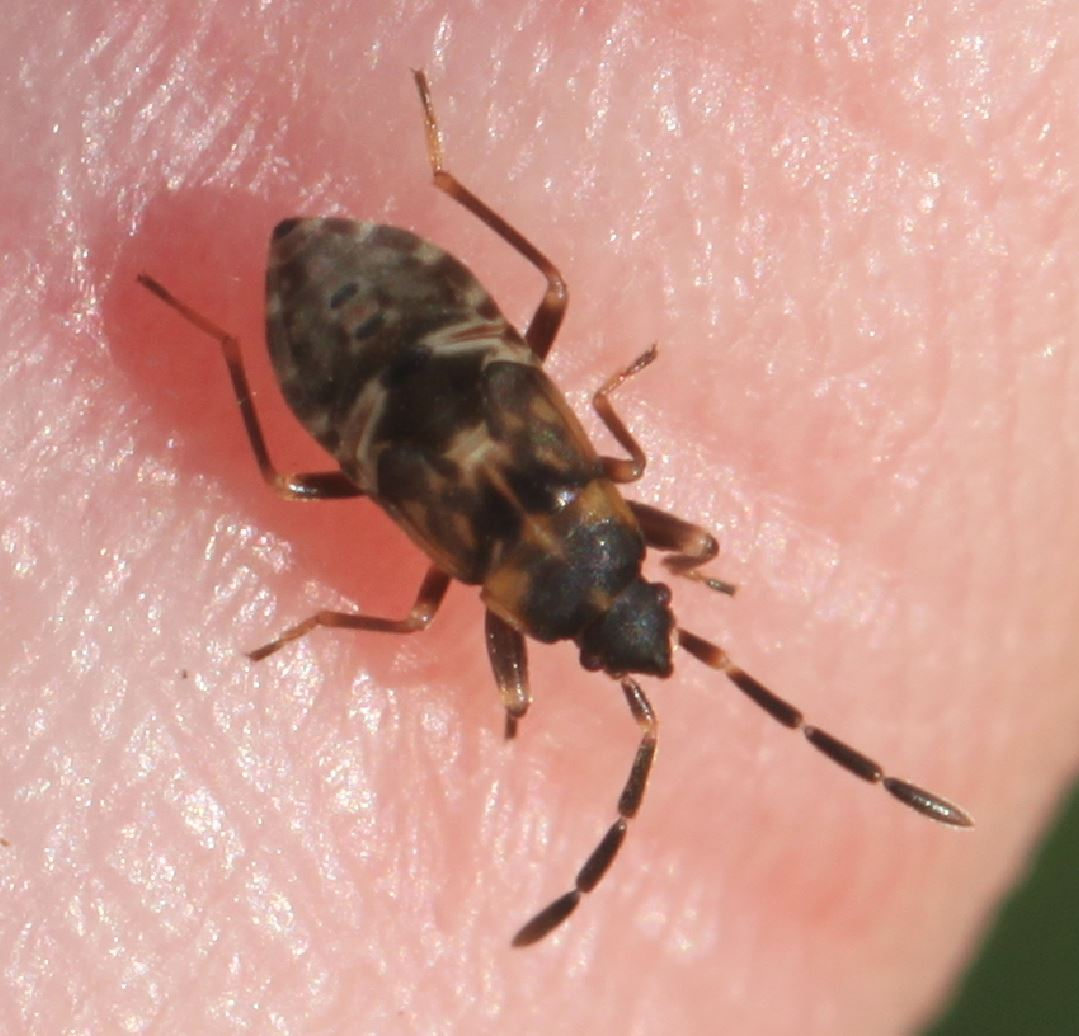
Nymphe von Scolopostethus cf. decoratus

Scolopostethus decoratus ist eine Wanze aus der Familie der Rhyparochromidae.

## Merkmale
Die Wanzen werden 3,5 bis 4,2 Millimeter lang. Die Arten der Gattung Scolopostethus sind schwer bestimmbar. Sie haben auf der Unterseite der Schenkel (Femora) der Vorderbeine einen großen und mehrere kleine Dornen. Außerdem tragen sie auf der Mitte des Seitenrandes des Pronotums einen großen blassen Fleck. Scolopostethus decoratus ist dennoch einfach zu bestimmen, da sie verhältnismäßig farbenfroh gemustert ist und schwarze Fühler aufweist. Lediglich das zweite Glied ist basal hell. Fast alle Individuen sind voll geflügelt (makropter).

## Verbreitung und Lebensraum
Die Art ist in ganz Europa und Nordafrika verbreitet, fehlt aber im hohen Norden. Im Osten reicht die Verbreitung über die Schwarzmeerregion und Kleinasien bis nach Zentralasien. Sie ist in Deutschland weit verbreitet, jedoch im Norden häufiger als im Süden. In geeigneten Lebensräumen ist sie nicht selten, in Besenheide-Heiden häufig. In Österreich ist sie vermutlich auch häufig, jedoch gibt es bislang nur wenige Nachweise. In den Alpen steigt sie bis etwa 1000 Meter Seehöhe. Besiedelt werden offene und halbschattige Orte in trockenen Lebensräumen mit sandigem und kalkigem Boden, aber auch feuchten Lebensräumen wie Moorheiden. Die Art bevorzugt aber erstere Lebensräume.

## Lebensweise
Die Tiere saugen an den Samen von Heidekrautgewächsen (Ericaceae) wie z. B. Besenheide (Calluna vulgaris), Heidekräutern (Erica) und Heidelbeeren (Vaccinium). Die Tiere halten sich überwiegend am Boden auf, Imagines kann man aber auch auf den Pflanzen finden. Dokumentiert ist das Saugen aber auch an den Samen anderer Pflanzen und auch an Gehölzen und sehr selten auch an toten oder lebenden Insekten. Die Art bildet zumindest in Nordwestdeutschland eine Generation pro Jahr aus. Die Paarung und anschließende Eiablage auf den Nahrungspflanzen erfolgt von Ende April bis Juni, die Nymphen kann man von Juni bis August beobachten. Die Adulten der neuen Generation treten ab August auf. Nur in sehr günstigen Jahren wird auch eine unvollständige zweite Generation ausgebildet, deren Nymphen überwintern. Bei entsprechend günstigen Temperaturen können einzelne Imagines auch über den Winter aktiv sein.

## Belege